# Хедер, Мусаб
Мусаб Хедер (араб. مصعب خضر‎; род. 1 января 1993, Хартум) — катарский футболист суданского происхождения, защитник клуба «Аль-Садд» и национальной сборной Катара.
Чемпион Катара. Двукратный обладатель Кубка шейха Яссима.

## Клубная карьера
Родился 26 сентября 1993 года в городе Хартум. Воспитанник футбольной школы клуба «Аль-Садд». Взрослую футбольную карьеру начал в 2012 году в основной команде того же клуба, в которой провёл четыре сезона, приняв участие в 45 матчах чемпионата.
В 2017 году на правах аренды защищал цвета клуба «Эр-Райян».
Вернулся в «Аль-Садд» в 2017 году. В этот раз отыграл за команду следующие два сезона своей игровой карьеры.
В течение 2019—2020 годов, вновь был отдан в аренду, защищал цвета клуба «Аль-Араби».
Вернулся в расположение клуба «Аль-Садд» в конце 2000 года.

## Выступления за сборные
В течение 2015—2016 годов привлекался к составу молодёжной сборной Катара. На молодёжном уровне сыграл в 10 официальных матчах.
В 2016 году дебютировал в официальных матчах в составе национальной сборной Катара. В 2021 году выиграл бронзовые награды на кубке арабских наций который проходил в Катаре. В этом же году выиграл бронзовые награды на Золотом кубке КОНКАКАФ в США.
В составе сборной был участником чемпионата мира 2022 года в Катаре.

## Достижения
- Чемпион Катара (3): 2012/13, 2020/21, 2021/22
- Обладатель Кубка шейха Яссима (2):: 2014, 2017
- Обладатель Кубка эмира Катара : 2014, 2015, 2020, 2021